# Wheeler Army Airfield
Wheeler Army Airfield est une base aérienne de l'US Army (code IATA : HHI • code OACI : PHHI) située dans le comté d'Honolulu, district de Wahiawa, Hawaii (en) sur l'île d'Oahu à Hawaï,. Wheeler Army Airfield est un National Historic Landmark pour son rôle dans l'attaque japonaise du 7 décembre 1941 sur Pearl Harbor.

## Démographie
| 2000  | 2010  | - | - | - | - |
| ----- | ----- | - | - | - | - |
| 3 147 | 1 634 | - | - | - | - |